# Людовик де Бурбон-Конде де Клермон-ан-Аргон
Людовик де Бурбон-Конде (Луи; фр. Louis de Bourbon-Condé, 15 июня 1709, Версаль — 16 июня 1771, Париж) — французский принц крови, граф де Клермон, военачальник и государственный деятель.

## Происхождение
Третий, младший сын Луи III де Бурбона-Конде (1668—1710) и мадемуазели де Нант (1673—1743) — узаконенной дочери короля Франции Людовика XIV и его официальной фаворитки Франсуазы де Монтеспан.
Таким образом, он приходился правнуком Луи II Великого Конде (1621—1686) и младшим братом Луи IV Бурбон-Конде (1692—1740), главе дома Конде в 1710—1740 годах и премьер-министру в 1723—1726 годах. Луи, граф Клермон воспитывал своего племянника, Луи-Жозефа, оставшегося круглым сиротой в 1741 годах.

## Карьера
Он был посвящён в духовный сан, получил от короля аббатства Бек, Сен-Клу, Мармонтье, Шали, впоследствии, Сен-Жермен-де-Пре. Однако, имея склонность к военной службе, с разрешения короля участвовал в войне за польское наследств (1733—1735). В 1735 году получил чин генерал-лейтенанта.
Во время войны за австрийское наследство (1740—1748) командовал отдельным корпусом и отличился многими счастливыми осадами. В 1745 году отстранен от командования войсками в Нидерландах; счел себя обиженным и удалился в своё поместье Берни. В 1746 году вернулся в армию, участвовал в сражении при Року (11 октября 1746 года).
Командовал французскими войсками в Германии во время Семилетней войны с 1758 года.

Докладывал  королю:

Я нашел армию вашего величества разделенной на три совершенно различные части. Первая из них находится на земле и состоит из грабителей и мародеров, вторая — в земле, а третья — в госпиталях.

Потерпел поражение в битве при Крефельде и был смещён. Также был губернатором Шампани.
Граф де Клермон известен в истории масонства как пятый великий мастер первой Великой ложи Франции, которая была учреждена в 1728 году и переименована в Великий восток Франции в 1773 году. Ему посвятил свой сборник сочинений для масонских ритуалов и собраний Chansons notées de la très vénérable confrérie des Maçons libres (1737) композитор и флейтист Жак-Кристоф Нодо.
Женат не был, потомства не оставил.